# Ormiophasia obscura
Ormiophasia obscura là một loài ruồi trong họ Tachinidae.